# Mike McKay
Pour les articles homonymes, voir McKay.
Pour le rameur australien, voir Mike McKay (aviron).
Michael George « Mike » McKay, né le 15 octobre 1965, à Adélaïde, en Australie, est un ancien joueur australien de basket-ball. Il évolue durant sa carrière au poste d'arrière.

## Palmarès
- Champion NBL 1986
- Rookie de l'année NBL 1985